# Всесвітня федерація молодих лідерів та підприємців
Всесві́тня федера́ція підприє́мців та молоди́х професіона́лів 
(англ. Junior Chamber International, JCI) — існує у 110 країнах світу, налічує понад 6000 місцевих осередків та більше 200 000 активних членів, мільйони «випускників» організації та учасників конференцій, семінарів та подій.
Члени організації JCI — професіонали та підприємці віком 18—40 років.
В Україні Міжнародна молодіжна палата України — частина Всесвітньої федерації підприємців та молодих професіоналів.
Міжнародна палата молодих лідерів і підприємців активно бере участь у проектах Організації Об'єднаних Націй, в тому числі як партнер разом з ЮНІСЕФ (Дитячий фонд ООН) та UNCTAD, співпрацює з Міжнародною торговельною палатою (ICC), має тісний зв'язок з освітніми, науковими та культурницькими проектами Організації Об'єднаних Націй (ЮНЕСКО). 
У різні роки членами JCI були Кофі Аннан, Жак Ширак, Маргарет Тетчер, Джон Мейджор, Джеральд Форд, Річард Ніксон, Джон Кеннеді, Білл Клінтон та ін. 

## Історія JCI
Історія JCI (Junior Chamber International) розпочинається разом із XX століттям. В 1910 році, в місті Сент-Луїс (штат Міссурі, США) 18-річний Генрі "Гі" Гісебаєр заснував невеличкий танцювальний клуб, який з часом виріс у видатну всесвітню організацію для молодих людей. Генрі Гісенбаєр заклав фундамент структури, яка до нашого часу надихає молодих лідерів та підприємців в усьому світі[ненейтрально]. В основі лежала ідея об'єднання своїх зусиль заради вдосконалення самих себе і спільнот, в яких є кожен з нас. 
Клуб, заснований Генрі мав ціллю підняття соціального статусу своїх членів. Він часто запрошував місцевих лідерів, щоб вони виступали на регулярних зібраннях. До 1915 року, коли кількість молодих людей, об'єднаних благородною ідеєю розвитку досягло розмірів, достатніх для створення потужної громадської організації, була заснована нова структура під назвою англ. Young Men's Progressive Civic Association (YMPCA) (Громадянська асоціація прогресивної молоді). Гісенбаєр планував долучати молодих людей до участі в громадських і соціальних ініціативах та їх общин з метою взаємовигідної допомоги та співробітництва. Менше ніж за 5 місяців в Асоціацію вступило 750 нових членів, які прагнули просувати свої ідеї по вдосконаленню громадянського суспільства і конструктивно реалізовувати вже існуючі[джерело?]. 
В 1915 році Асоціація була перейменована і отримала назву англ. Junior Citizens (Молоді громадяни), що скорочено позначалось JCs. Їх робота настільки вражала, що в 1918 році Торгова палата міста Сент-Луїс попросила цих молодих людей взяти назву англ. Junior Chamber of Commerce (Молодіжна комерційна палата), попри протести окремих членів проти слова «молодіжна», а інших — проти слова «комерційна»[джерело?]. 
Після Першої світової війни Гісенбаєр зв'язався з іншими містами США, де були подібні організації, які виявили зацікавлення до досвіду формування палат, аналогічних Junior Chamber of Commerce. Результатом 
став перший з'їзд представників 30 міст 21 січня 1920 року, де було покладено початок руху Молодіжних палат під егідою Молодіжної комерційної палати США (USJCC). 
У повоєнні роки було утворено багато палат за межами США, зокрема, в Канаді, Мексиці, Британії і навіть Новій Зеландії. Формування JCI як міжнародної організації розпочалось 11 грудня 1944 року на конференції, яка відбулася в Мехіко. Рауль Гарсія Відаль із Мексики був обраний першим Президентом JCI. Першими країнами-учасниками Федерації стали Коста-Рика, Сальвадор, Гватемала, Гондурас, Мексика, Нікарагуа, Панама і Сполучені Штати Америки. 
Формальне формування Міжнародної молодіжної палати було завершено в 1946 році на Першому всесвітньому конгресі в Панамі, де делегати 16 країн ухвалили тимчасову Конституцію JCI. До лав організації приєднались Австралія та Канада[джерело?]. 
Штаб-квартира JCI була заснована в 1951 році та перебувала в Корал Гейблс, штат Флорида, США. У 2002 її було перенесено до Честерфілда, Сент-Луїс, штат Міссурі, США (туди, де в 1918 році була створена перша місцева організація). Сьогодні[коли?] в штаб-квартирі працює 20 кваліфікованих співробітників[джерело?]. 

## Діяльність в Україні
Заснування Національної палати JCI Ukraine відбулося в 2002 році, відкриттям місцевої палати в Житомирі. Ініціативна група складалась з 3-х членів: Оля Заттершром із JCI Sweden і двох українців — Артема Місюри та Тетяни Бабенко. За кілька місяців до першої презентації, яка пройшла за допомогою Житомирського жіночого інформаційно-консультаційного центру, організація налічувала 15 членів. 
Друга палата була заснована також 2002 році за підтримки члена JCI Sweden Даніеля Макрстеата. Того ж року, за фінансової підтримки SIDA, команда з 5 осіб (Марта Примяк, Валентина Налапко, Андрій Донцов, Тетяна Бабенко та Оля Заттершром) взяли участь у першому міжнародному заході JCI Ukraine — європейській конференції, яка проходила в Стамбулі (Туреччина). 
Після повернення з конференції, ініціативна група з Києва та Житомира організувала перший міжнародний візит JCI до України. 29 серпня 2002 року виконавчий віце-президент JCI Кевін Кулліан, відповідальний за розвиток JCI в Європі, приїхав для консультацій щодо стратегічного розвитку організації в Україні і провів тренинг маркетингового лідерства для чинних та потенційних членів JCI. 
На початку 2003 року на Національній конференції JCI Тетяну Бабенко обрали першим Національним президентом JCI Ukraine. У травні 2004 року до організації приєдналась ще одна палата, заснована в місті Чернівці. 
З 2004 року були засновані місцеві палати в Києві, Одесі, Севастополі, Івано-Франківську, Дніпропетровську.
На кінець 2015 року місцеві палати діяли в семи містах України.
У вересні 2016 року JCI Ukraine разом із компанією «Параграф» організували конкурс бізнесових та соціальних проектів. Найкращі проекти було презентовано на дводенній конференції «Trend Forum», у якій взяло участь 70 учасників. Було оголошено десять переможців у п'яти номінаціях: креативна економіка, зелена економіка, соціальне підприємництво, стартапи, урбаністика[ангажоване джерело].